# Ilha das Claras
A Ilha das Claras está situada na baía de Babitonga, no litoral sul brasileiro, ao norte do Estado de Santa Catarina.
É uma ilha com poucos moradores, a energia é através de gerador por estar situada no meio da Baia da Babitonga. Em volta desta ilha existem vários pontos bons de pesca como: pesca de pescadinha do lombo azul, papa terra (betara), baiacú,entre outros!
A ilha da Claras é utilizada, por concessão da Marinha do Brasil, pelo Iate Clube Boa Vista de Joinville, contando com acomodações e instalações de lazer para seus associados. O acesso a ilha somente é possível por navegação.